# 瓦拉赫陨石坑
瓦拉赫陨石坑（Wallach）是位于月球正面静海东部的一座小撞击坑，其名称取自德国有机化学家，1910年诺贝尔化学奖得主奥托·瓦拉赫（1847年-1931年），1979年被国际天文学联合会正式接受。

## 描述

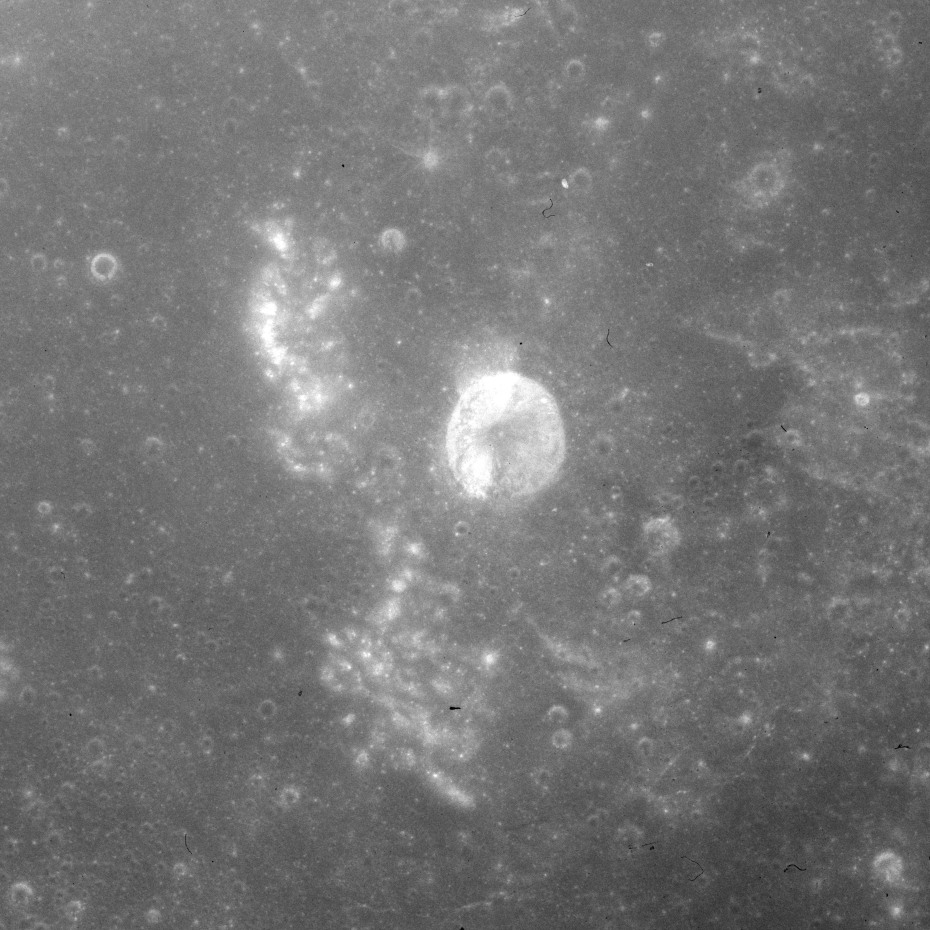
阿波罗15号全景相机拍摄的图像

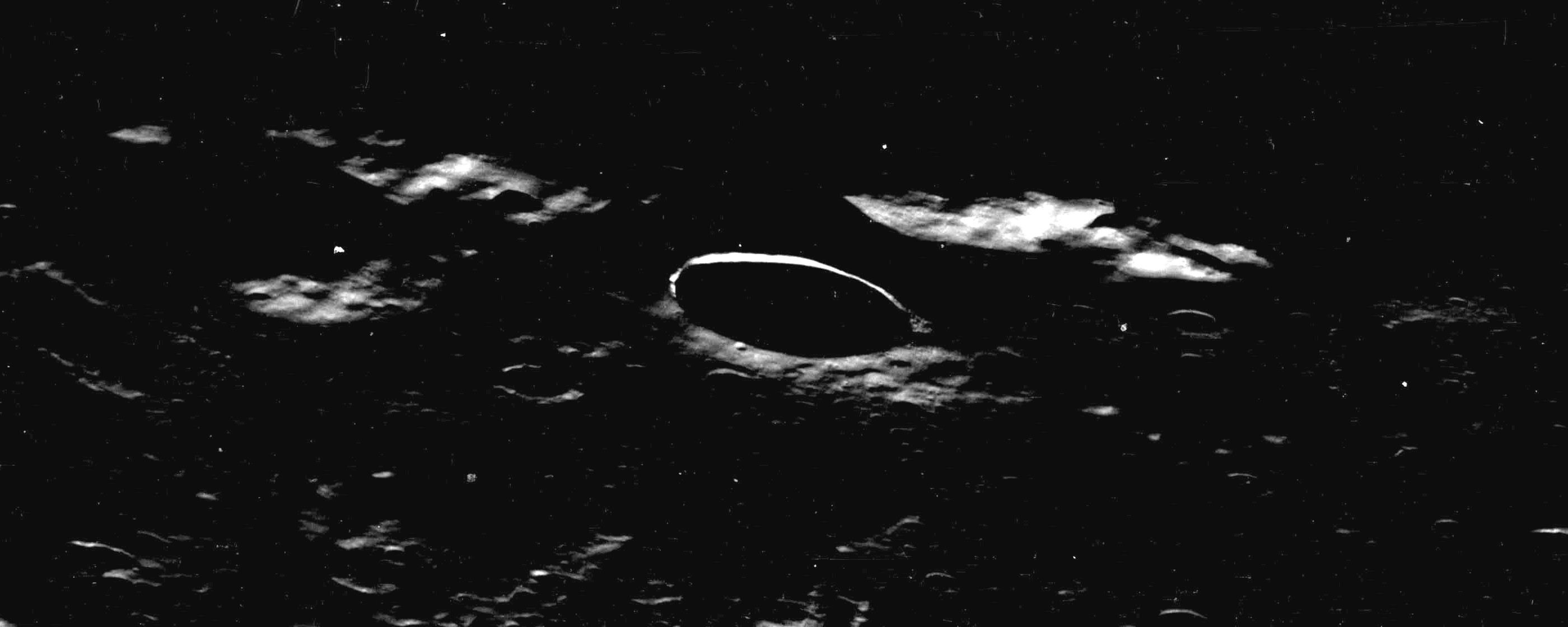
阿波罗8号拍摄的太阳斜照下的瓦拉赫陨石坑西向侧视图

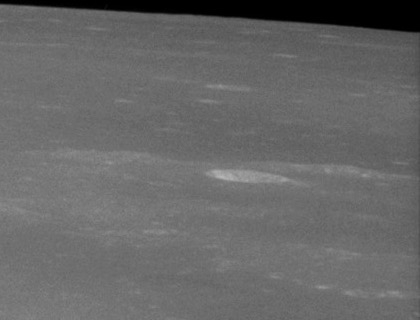
阿波罗11号拍摄的的西向侧视图

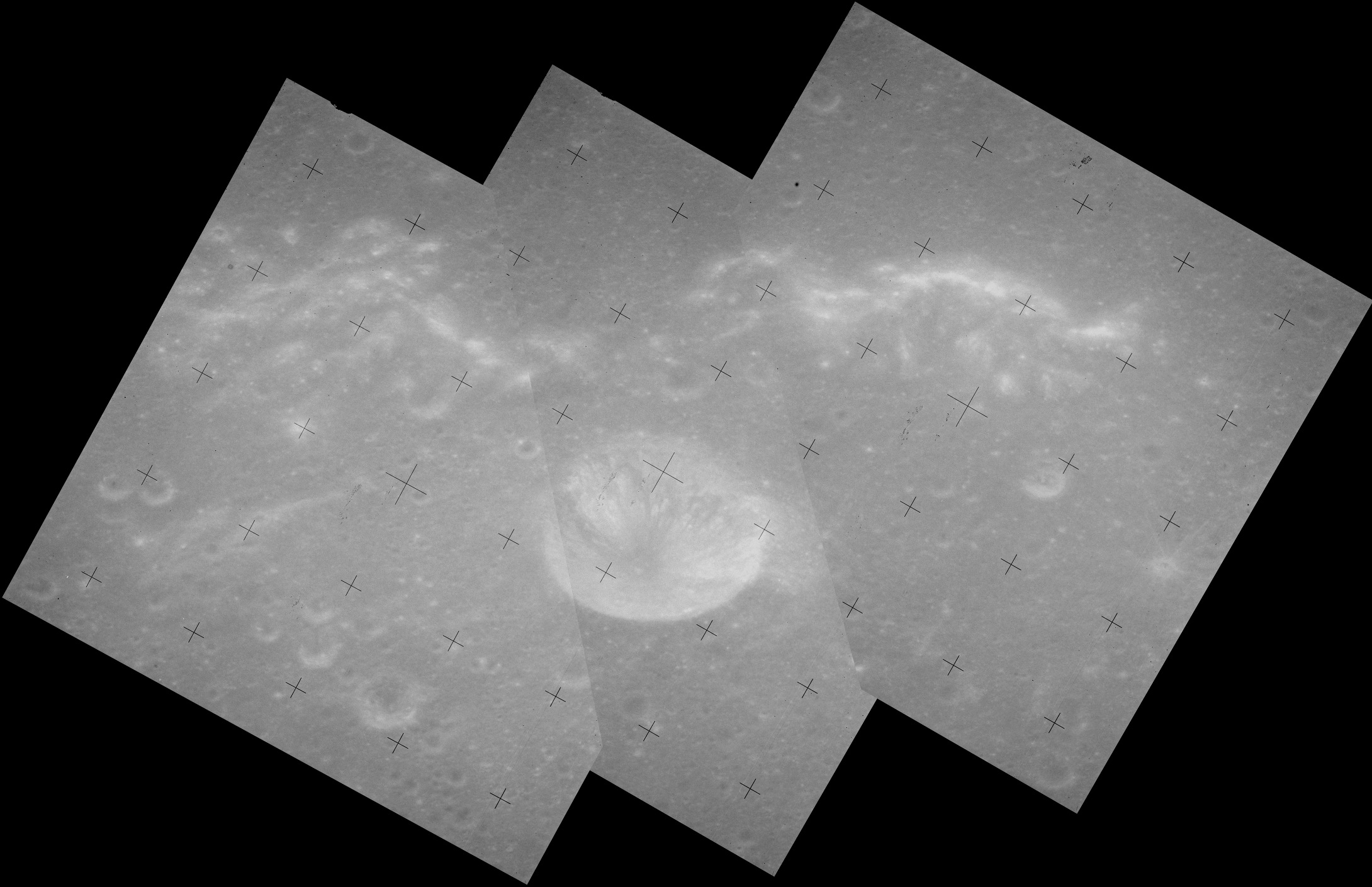
阿波罗15号拍摄的西向侧视图

该陨坑西北偏北毗邻辛纳斯陨石坑、东侧坐落了弧状的残迹坑-阿耶波多陨石坑，它的西南则坐落了相对年轻的马斯基林陨石坑。该陨坑中心月面坐标为4°53′N 32°16′E / 4.89°N 32.27°E，直径5.74公里，深约0.98公里。
瓦拉赫陨石坑外观呈圆碗状，带有一个极小的平坦坑底，内侧壁向下倾斜至坑底中心。坑壁最大高出周边地形210米，内部容积约7.56立方千米。形态特征隶属于ALC 型（以该类陨石坑的典型代表—卫星坑阿尔巴塔尼 C所命名）。该陨坑附近的月海表面上分布有一些低矮的皱岭。
在1979年被国际天文学联合会正式命名前，该陨坑曾被称作卫星坑马斯基林 H（所谓的卫星坑标记法：以所靠近的主坑名+字母来命名）。
距瓦拉赫陨石坑东面44公里处一座尺寸为2公里×5公里的独特、醒目的长条状撞击坑曾被作为1968年12月阿波罗8号的飞行轨迹地标，从它上方飞过的指令/服务舱多次拍摄了它出现在地平线上的照片。

## 另请参阅
- Andersson, L. E.; Whitaker, E. A. . NASA RP-1097. 1982.
- Blue, Jennifer. . USGS. July 25, 2007  [2007-08-05]. （原始内容存档于2012-04-08）.
- Bussey, B.; Spudis, P. . New York: Cambridge University Press. 2004. ISBN 978-0-521-81528-4.
- Cocks, Elijah E.; Cocks, Josiah C. . Tudor Publishers. 1995. ISBN 978-0-936389-27-1.
- McDowell, Jonathan. . Jonathan's Space Report. July 15, 2007  [2007-10-24]. （原始内容存档于2012-05-26）.
- Menzel, D. H.; Minnaert, M.; Levin, B.; Dollfus, A.; Bell, B. . Space Science Reviews. 1971, 12 (2): 136–186. Bibcode:1971SSRv...12..136M. doi:10.1007/BF00171763.
- Moore, Patrick. . Sterling Publishing Co. 2001. ISBN 978-0-304-35469-6.
- Price, Fred W. . Cambridge University Press. 1988. ISBN 978-0-521-33500-3.
- Rükl, Antonín. . Kalmbach Books. 1990. ISBN 978-0-913135-17-4.
- Webb, Rev. T. W.  6th revised. Dover. 1962. ISBN 978-0-486-20917-3.
- Whitaker, Ewen A. . Cambridge University Press. 1999. ISBN 978-0-521-62248-6.
- Wlasuk, Peter T. . Springer. 2000. ISBN 978-1-85233-193-1.